# Cosas del amor (canción)
"Cosas del Amor" es una canción interpretada a dúo por la artista estadounidense de origen mexicano  Vikki Carr y la cantautora mexicana Ana Gabriel. Fue lanzado como sencillo principal del álbum de estudio de Carr Cosas del Amor (1991). Escrita por Roberto Livi y Rudy Pérez, la canción retrata la relación entre dos amigas y las confidencias entre ambas debido a los problemas matrimoniales de una de ellas.
La canción tuvo éxito comercial cuando alcanzó la cima de la lista Billboard Latin Songs, la primera para Carr y el quinto sencillo número uno para Gabriel. "Cosas del Amor" ha sido ampliamente versionada por varios artistas entre ellos Ana Bárbara, Milly Quezada, Jenni Rivera, Olga Tañón y Yuri, entre otros. El vídeo musical que lo acompaña muestra a Carr y Gabriel discutiendo la situación descrita en la canción y presenciando un eclipse solar. La canción obtuvo un Premio Lo Nuestro como canción pop del año y la mención Sencillo del Año de la revista Radio y Música.

## Antecedentes
"Cosas del Amor" fue escrita por Roberto Livi y Rudy Pérez, interpretada por la cantante estadounidense Vikki Carr e incluida en su álbum del mismo nombre, el decimocuarto álbum de estudio en español de Carr y trigésimo tercero en general. Carr ya era una cantante muy conocida en Estados Unidos y Reino Unido cuando decidió grabar su primer álbum en español en 1972, Vikki Carr, En Español. Trece años después, Carr recibió su primer Grammy Award por Simplemente Mujer, un álbum grabado con mariachi y producido por Pedro Ramírez. Carr grabó Cosas del Amor bajo la dirección de Roberto Livi en 1991, y fue lanzado un año después de su álbum a dúo con el cantante mexicano Vicente Fernández que le dio a la cantante su segundo sencillo entre los diez primeros en la lista Billboard Latin Songs con "Dos Corazones" que le dio a la cantante su segundo sencillo entre los diez primeros en la lista. El primer sencillo lanzado fue grabado a dúo con la cantautora mexicana Ana Gabriel, quien también firmó con el sello discográfico de Carr, Sony Music. Sobre cantar en español, Carr afirmó: "para los negocios soy muy americano, pero mi corazón es totalmente latino".

## Rendimiento comercial y premios
La canción debutó en la lista Billboard Top Latin Songs (anteriormente Hot Latin Tracks) en el puesto 21 en la semana del 27 de julio de 1991, subiendo al top diez la semana siguiente.  "Cosas del Amor" alcanzó el puesto número uno el 31 de agosto de 1991, reemplazando a "Todo, Todo, Todo" de la cantante mexicana Daniela Romo y siendo reemplazada diez semanas después por "Por Qué Será" del cantautor venezolano Rudy La Scala. Durante seis semanas consecutivas Ana Gabriel también ocupó el segundo puesto de la lista con "Ahora", sencillo principal de su álbum de estudio Mi México. "Cosas del Amor" terminó 1991 como el cuarto sencillo latino con mejor desempeño del año en los Estados Unidos.  La canción se convirtió en el quinto sencillo número uno de Gabriel después de "Ay Amor" (1988), " Simplemente Amigos " (1989), "Quién Como Tú" y "Es Demasiado Tarde" (ambos de 1990),  y el primero. (y hasta la fecha únicamente) para Carr. 
"Cosas del Amor" obtuvo el Premio Lo Nuestro a la Canción pop del año y fue nombrada Sencillo del Año por la revista Radio y Música.Por el álbum principal, Carr recibió un premio Grammy a mejor álbum de pop latino y en Venezuela fue galardonado con el "Álbum del Año" (el equivalente al 'Grammy' del país). El álbum también alcanzó el puesto número uno en Ecuador, Colombia, Costa Rica, Puerto Rico, en los Billboard Latin Pop Albums en Estados Unidos y Venezuela.

## Video musical
El video musical de "Cosas del Amor" fue filmado en Cuernavaca, Morelos el 11 de julio de 1991, y presenta a Carr llegando a una casa donde Gabriel la espera. Al entrar a la casa, Gabriel comienza a comentar la situación descrita en la canción. El vídeo se intercala con escenas de ambos cantantes interpretando la canción y algunas escenas donde presencian un eclipse solar. El video concluye con Carr consolando a Gabriel por su situación amorosa. El video recibió una nominación al Billboard Music Award como Video de Dúo o Grupo Latino del Año.

## Legado y otras versiones
En noviembre de 1999, "Cosas del Amor" fue etiquetada como una de las "pistas más candentes" de Sony Discos en una lista que incluía las canciones más exitosas lanzadas por el sello desde el lanzamiento de la lista Billboard Hot Latin Tracks en 1986.La canción también se incluyó en el álbum recopilatorio Free to Be creado por Jaime Ikeda y lanzado por Right Stuff Records con el fin de crear una colección musical con todo incluido dirigida al grupo demográfico homosexual. Sólo se agregaron al álbum cuatro canciones grabadas en español: "Tres Deseos" y "Lo Que Son Las Cosas" de Ednita Nazario, "Un Amor Como el Mío" de Lunna y "Cosas del Amor". El dúo argentino Pimpinela grabó la canción para su disco Pimpinela '92. Las cantantes mexicanas Yuri y Ana Bárbara grabaron una versión de la canción que está incluida en el álbum homónimo de Yuri en 2004. La canción fue interpretada en vivo por primera vez por los cantantes en el "AcaFest2005" celebrado en Acapulco, México. José Feliciano y Rudy Pérez realizaron un dueto en el disco de Feliciano, José Feliciano y Amigos.
La cantante puertorriqueña estadounidense Olga Tañón grabó una versión de la canción en Éxitos en 2 Tiempos (2007), el primer álbum de Tañon que incluye versiones de canciones previamente grabadas por otros artistas.  La canción fue interpretada a dúo con la cantante dominicana Milly Quezada para la versión pop y con la cantante estadounidense Jenni Rivera para la versión regional/mexicana, y luego de su lanzamiento como sencillo alcanzó el puesto 40 en Billboard Latin Songs y el número 20 en el Lista de canciones de pop latino, respectivamente.   Esta versión fue nominada a Canción Tropical Airplay del Año, Femenina en los Premios Billboard de la Música Latina 2009. que finalmente fue ganado por Ivy Queen y "Dime".  Margarita Vargas "La Diosa de la Cumbia" se unió a Mariana Seoane en una grabación de "Cosas del Amor" incluida en el cuarto álbum de estudio de Seoane Está de Fiesta... Atrévete!!! (2007).   Las cantantes mexicanas María José y Edith Márquez grabaron "Cosas del Amor" para el álbum de estudio de José Amante de lo Ajeno en 2009.  Carr recibió el Premio a la Trayectoria de la Academia Latina de la Grabación en la novena edición de los Premios Grammy Latinos en 2008.  Carr asistió a la ceremonia e interpretó "Cosas del Amor" junto a Olga Tañón y Jenni Rivera, en una presentación calificada de "aburrida" por Carlos Reyes de la revista Club Fonograma.    En 2020, la cantautora mexicana Ximena Sariñana se unió a la actriz española Paz Vega para grabar una versión de la canción para la tercera temporada de la serie web mexicana La Casa de las Flores.  Sobre la grabación, Sariñana dijo: "Es una canción muy emblemática, pero también la situación en la que se sitúa en la serie y cómo la trabajó Manolo Caro, se convirtió en un gran momento musical, y fue súper divertido interpretar la canción con Paz Vega, lo pasamos muy bien ese día".  En 2023, la canción fue incluida en un mashup con "Vuelve", y fue interpretada por Isabella Castillo y Valentina en la película La Usurpadora: El Musical. 